# Batalla de Mosul (2004)
La batalla de Mosul (2004) (14 de noviembre de 2004) fue una batalla en la cual las fuerzas estadounidenses hicieron una paz civil con el sunnita local. Posteriormente la Agencia Central de Inteligencia (CIA) se alió casi exclusivamente con los kurdos, y los Estados Unidos se habían visto como aliado tribal de los kurdos, haciendo el conflicto inevitable.

## Desarrollo de la batalla

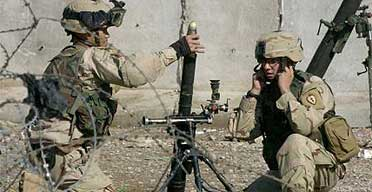
Soldados del Batallón, 24 Regimiento de Infantería disparando morteros sobre posiciones insurgentes en la ciudad

Durante la ocupación por la 101.ª División Aerotransportada estadounidense (101.ª División Aerotransportada) en 2003, una fuerza de 21,000 hombres estuvo bajo el mando del General David Petraeus.
Los insurrectos luego de enterarse determinaron coordinarse. El 3.er Batallón, y el 21.er Regimiento de la Infantería, conocido como "Barrenas de mano" al norte se martillaron con morteros mientras los insurgentes atacaron desde el Oeste, este y sur con fuego de armas pequeñas, RPG y fuego de la ametralladora. Como un testamento a la intensidad de combate ese día, un Pelotón de 30 hombres (2.º PLT) de la Compañía Bravo, 1.er Batallón, el 24.º Regimiento de la Infantería (1.er Batallón, 24.º Regimiento de la Infantería) sostuvieron 9 bajas y 2 de sus 4 Strykers destruidos, los vehículos se vieron inútiles debido a los ataques de RPG y al fuego de la ametralladora.
El 10 de noviembre de 2004, cientos de insurrectos tomaron la ciudad.
El 11 de noviembre de 2004, los insurrectos habían capturado una comisaría y habían destruido dos más. Se adentraron en las armerías de las estaciones y se distribuyeron las armas y chaleco antibalas que podrían encontrar.
Otra vez, los soldados del Dos Cuatro en el lado de Oeste de la ciudad y las Barrenas en los barrios este de la ciudad tomaron la lucha contra el enemigo. Notablemente, esta vez la Compañía Bravo, el Dos Cuatro se estableció al Oeste de la rotonda de Yarmuk como Compañía Alpha y otros elementos del Dos Cuatro al este, desviaron al Oeste. Las unidades se implicaron en un combate urbano intenso. Los aviones a reacción volaron arriba dejando caer bombas mientras los soldados de infantería debajo estaban luchado de casa en casa resistiendo contra los asaltos de los insurgentes y ataques del mortero.
Las fuerzas insurgentes habían logrado tomar uno de los cinco puentes sobre el río Tigris antes de que los estadounidenses tomaran el control de los otros cuatro. Los refuerzos insurgentes adicionales llegaron a la ciudad el 12 de noviembre.
Nueve comisarías más se atacaron – una se destruyó y los demás se tomaron. La oficina central del Partido demócrata kurdo también se atacó y se quemó. Los insurrectos siguieron entonces a los edificios del partido de la Unión Patriótica de Kurdistán (Unión patriótica de Kurdistán).
Alarmado por los ataques, los Peshmerga instalaron una ametralladora pesada en el tejado y 12 peshmergas rechazaron cientos de insurrectos, hasta que otros 600 Peshmergas alcanzaron la escena y lograran negar el control de insurrectos de los barrios del este de Mosul. Sin embargo los insurrectos lograron controlar la parte árabe occidental entera de la Ciudad. Los Peshmergas enviaron a más de 2000 luchadores en Mosul en respuesta a una solicitud por el Ministerio de Defensa iraquí en un intento de parar el avance insurgente. La Fuerza aérea de los Estados Unidos llevó una campaña de bombardeo en posiciones rebeldes en la ciudad que siguió en el día siguiente. Un objetivo del éxito era el cementerio.

### Lucha en el cementerio
Durante las cuatro horas siguientes del día 14 de noviembre, el enemigo repetidamente asaltaba la posición de los Comandos, en tiempos culminando sus ataques veinte metros de la posición del coronel Coffman. Con todos excepto uno de los oficiales de comandos muertos o seriamente heridos por el fuego enemigo inicial ese era el coronel James H. Coffman Jr.. El expuso el mando realmente inspirador, reuniendo a los Comandos y organizando una defensa precipitada intentando localizar a la radio de la oficina central más alta para pedir refuerzos. Bajo el fuego pesado, se movió de Comando al Comando, publicándo los pedidos con señales de mano.
Cuatro horas después del principio de la batalla, un segundo elemento de Comandos llegó y el coronel Coffman los dirigió a su posición, Coffman permaneció herido en mano destruida por una bala. Dentro de poco a partir de entonces, los helicópteros de ataque también llegaron, seguidos estrechamente de una Brigada de Stryker QRF, y el coronel Coffman asistió a llamar a soldados iraquíes para realizar ataques aéreos directos. Durante la batalla de cuatro horas feroz, doce Comandos fueron asesinados y 42 fueron heridos. Veinticinco enemigos se aniquilaron y muchas docenas fueron heridas.

#### Final
El 16 de noviembre, las fuerzas estadounidenses lograron abrir camino a través del puente controlado por los insurrectos y continuaron a devolver la parte del norte, del Este y del sur de la ciudad. Los estadounidenses relataron que encontraron poca resistencia, aunque tres de las diez comisarías se incendiaron retirando fuerzas insurgentes. Antes de última hora de la tarde la ciudad fue en parte asegurada por la 25.ª Infantería.

## Distinciones
Thomas K. Doerflinger de Bravo Co. 124.ª estaba entre las bajas. Él murió cuando se le pegó un tiro en la cabeza por un francotirador pero proporcionó la cubierta del fuego a sus soldados del mismo tipo. Le concedieron la Estrella de Bronce póstumamente.
El Coronel James H. Coffman Jr. recibió la Cruz de Servicio Distinguido en Bagdad por su actuación en la batalla de Mosul el 14 de noviembre estando herido de su mano